# Óscar de Jesús Vargas
Óscar de Jesús Vargas Restrepo (Urrao, 23 marzo 1964) è un dirigente sportivo ed ex ciclista su strada colombiano. Fu professionista dal 1985 al 1995 e vincitore della classifica scalatori alla Vuelta a España 1989. Ritiratosi dalle corse, dal 2016 è uno dei direttori sportivi del team Manzana Postobón.

## Carriera
Passò professionista nel 1985 con la squadra spagnola Kelme, per poi trasferirsi alla Postobón nel 1987. In seguito corse con squadre di secondo piano fino al ritiro avvenuto nel 1995.
Il suo miglior risultato fu il terzo posto alla Vuelta a España 1989, nella quale si aggiudicò anche la classifica degli scalatori. Si piazzò due volte al campionato colombiano in linea: arrivò secondo nel 1990 e terzo nel 1995.

## Palmarès
- 1986

Subida a Urkiola
- 1990

Cronoprologo 1ª semitappa Clásica de Norte Santander
Clásica de Norte Santander
Clásica Trepadores a Santa Helena
- 1995

Vuelta a Antioquia
Clásica de Itagui

### Altri successi
- 1989

Classifica scalatori Vuelta a España

## Piazzamenti

### Grandi Giri
- Tour de France

1987: ritirato
1990: 38º
1991: 48º
1992: 24º
- Vuelta a España

1987: 5º
1988: fuori tempo
1989: 3º
1990: ritirato
1991: ritirato
1992: 54º

### Competizioni mondiali
- Campionati del mondo

Villach 1987 - In linea: ritirato
Chambéry 1989 - In linea: ritirato
Benidorm 1992 - In linea: ritirato
Duitama 1995 - In linea: ritirato